# Donald Burkholder

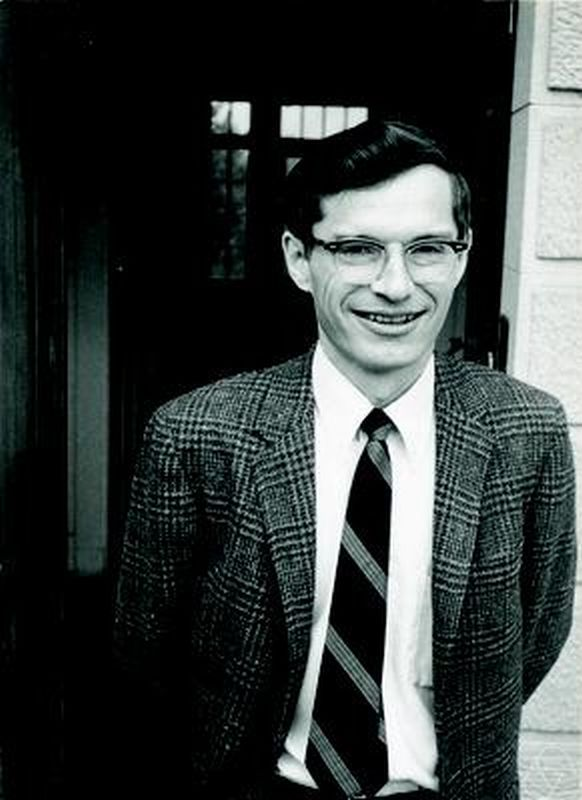
Donald Burkholder

Donald Lyman Burkholder (* 19. Januar 1927 in Octavia (Nebraska); † 14. April 2013 in Urbana, Illinois) war ein US-amerikanischer Mathematiker, der sich mit Stochastik (Wahrscheinlichkeitstheorie, Stochastische Prozesse) und deren Anwendung in der Analysis, mit Fourier- und Funktionalanalysis befasste.
Burkholder studierte zunächst Soziologie (später Statistik) am Earlham College in Richmond (Indiana) mit dem Bachelor-Abschluss 1950, an der University of Wisconsin mit dem Master-Abschluss 1953 und er wurde 1955 an der University of North Carolina in mathematischer Statistik bei Wassily Hoeffding promoviert (On a Certain Class of Stochastic Approximation Processes). Ab 1955 war er Assistant Professor an der University of Illinois at Urbana-Champaign, an der er 1964 eine volle Professur erhielt. 1978 wurde er Professor am dortigen Center for Advanced Studies und 1998 wurde er emeritiert.
Er befasste sich besonders mit Theorie der Martingale (der er sich unter dem Einfluss von Joseph Doob zuwandte) und Anwendungen der Wahrscheinlichkeitstheorie in der Analysis. Nach ihm ist die Burkholder-Ungleichung benannt.
Er war 1970 Invited Speaker auf dem Internationalen Mathematikerkongress in Nizza (Inequalities for operators on martingales).
1964 bis 1967 war er Mitherausgeber der Annals of Mathematical Statistics. 1975/76 war er Präsident des Institute of Mathematical Statistics, dessen Fellow er war. Er war Fellow der National Academy of Sciences (1992), der SIAM, der American Academy of Arts and Sciences (1992), der American Mathematical Society und der American Association for the Advancement of Science.
1950 heiratete er Jean A. Fox, mit der er zwei Söhne und eine Tochter hatte.

## Schriften
- mit Richard F. Gundy: Extrapolation and interpolation of quasi-linear operators on martingales. Acta Mathematica, Band 124, 1970, S. 249–304
- Distribution function inequalities for martingales, Annals of Probability, Band 1, 1973, S. 19–42
- A geometrical characterization of Banach spaces in which martingale difference sequences are unconditional. Annals of Probability, Band 9, 1981, S. 997–1011
- Explorations in martingale theory and its applications. École d’Été de Probabilités de Saint-Flour XIX-1989, pp. 1–66, Lecture Notes in Mathematics, vol. 1464, Springer-Verlag, Berlin, 1991